# Ida von Boxberg
Pour les articles homonymes, voir Boxberg.

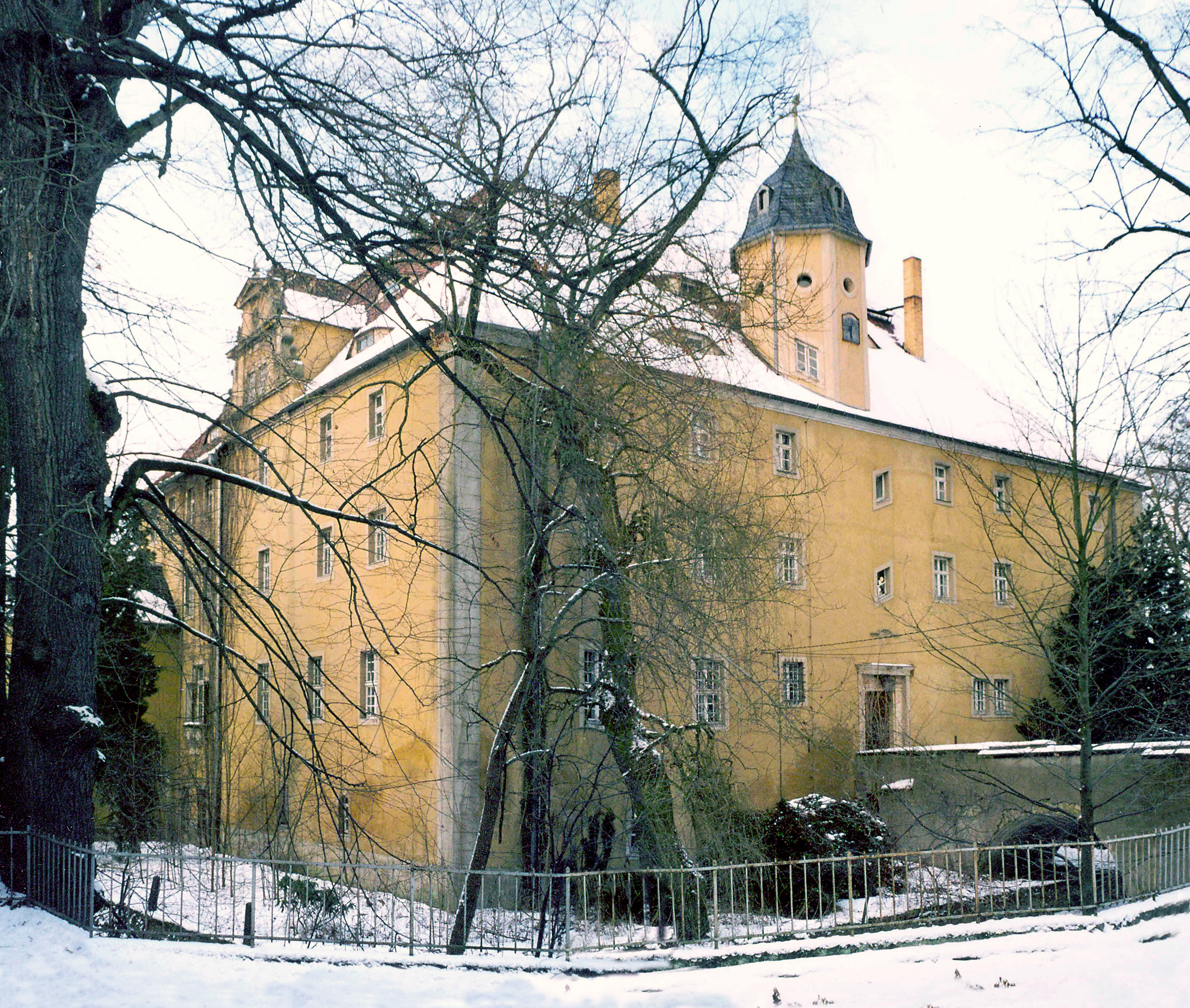
Château de Zschorna (au nord de Radeburg), où Ida von Boxberg passa les dernières années de sa vie.

Ida Wilhelmina von Boxberg, née le 23 août 1806 à Jüterbog (Brandebourg) et morte le 1er novembre 1893 à Zschorna (près de Radeburg, royaume de Saxe), est une archéologue amatrice allemande, pionnière dans son domaine. Originaire de Saxe, elle vit et travaille en France pendant une grande partie de sa vie, favorisant ainsi l'échange d'informations archéologiques entre les deux pays.

## Biographie
Ida von Boxberg est la cinquième des neuf enfants du premier lieutenant et adjudant du régiment d'infanterie Karl Gottlob von Boxberg (1769-1825) et de son épouse Henriette Wilhelmine Sichart von Sichartshoff (1774-1851). Après la mutation de son père à Dresde, Ida y passe son enfance et sa jeunesse. Grâce la situation sociale de sa famille, elle reçoit une éducation poussée. Elle apprend le français à un âge précoce, et voyage en France à plusieurs reprises. En 1837, elle rencontre la famille d'Henri de La Rochelambert (1789-1863) et se lie d'amitié avec son épouse la marquise Apollonie de La Rochelambert (1802-1893), née de Bruges-Montgommery. En 1839, celle-ci engage Ida comme gouvernante pour ses trois filles, Apollonie (1825-1904), Clotilde (1829-1884) et Staouélie (1832-1911). Ida von Boxberg accompagne donc la famille de La Rochelambert partout en France, et habite avec eux dans les diverses résidences de la famille : à Paris, au château de la Rochelambert près de Saint-Paulien (Haute-Loire), au château de Thévalles à Chémeré-le-Roi (Mayenne) et au château de Saint-Priest-de-Gimel (Corrèze). Même après le mariage de la fille cadette en 1853 et pendant la guerre franco-prussienne, elle reste en bons termes avec la famille de La Rochelambert, et continue de vivre et de poursuivre son travail à leurs cotés.
Pendant son séjour en France, Ida von Boxberg visite l'Allemagne à plusieurs reprises, jusqu'à ce qu'elle retourne finalement s'installer dans sa région natale de la Saxe en 1883, chez sa belle-sœur Oswine von Boxberg au château de Zschorna, que son frère Friedrich August a acheté en 1852.
Ida von Boxberg ne s'est jamais mariée, et elle décède le 1er novembre 1893 à l'âge de 87 ans à Zschorna. Elle est inhumée dans le caveau familial au cimetière de l'église évangélique de la ville voisine de Dobra (Thiendorf)[réf. nécessaire].

## Travaux archéologiques

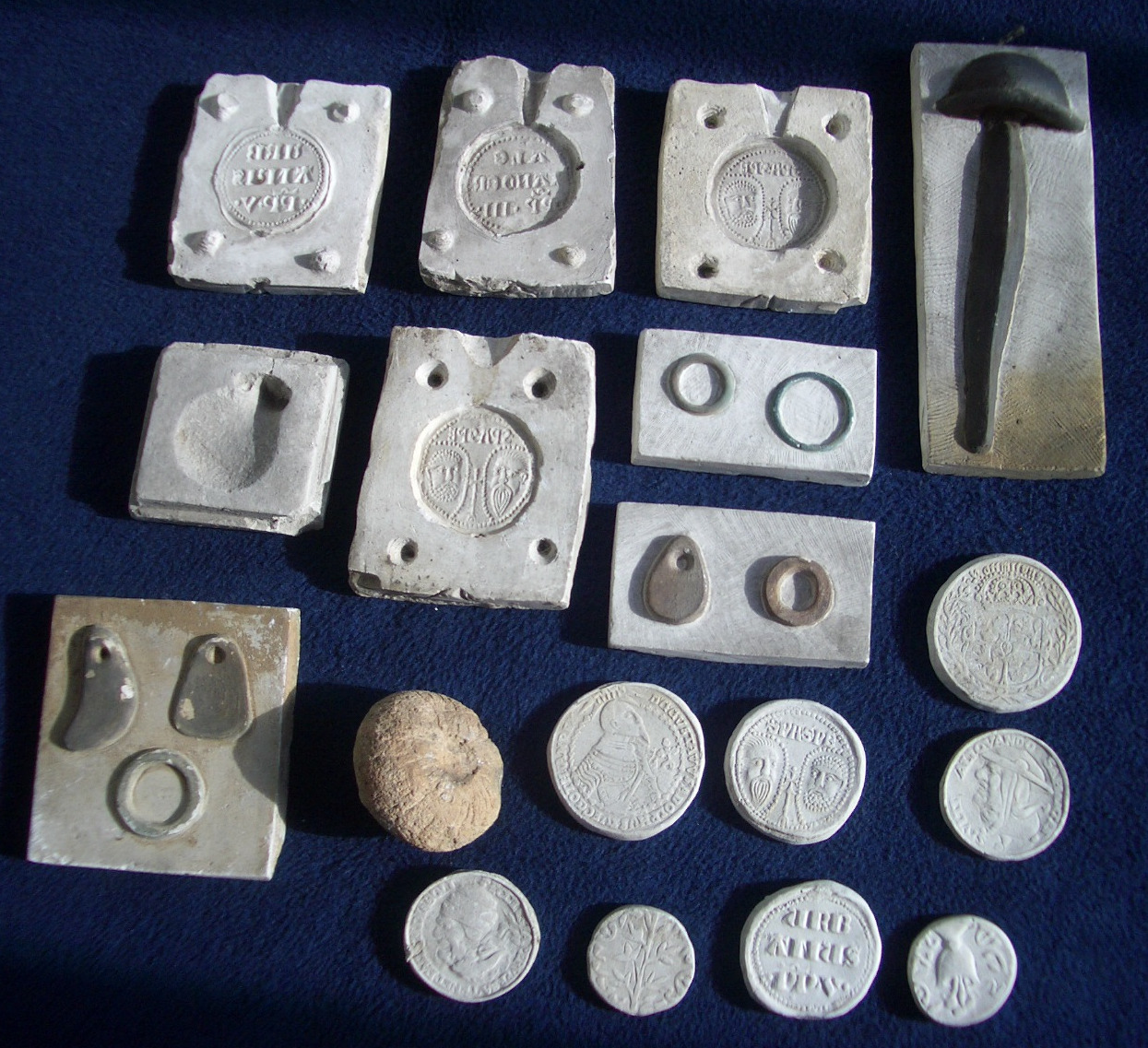
Moulages et moules en plâtre de la collection A. Witting.

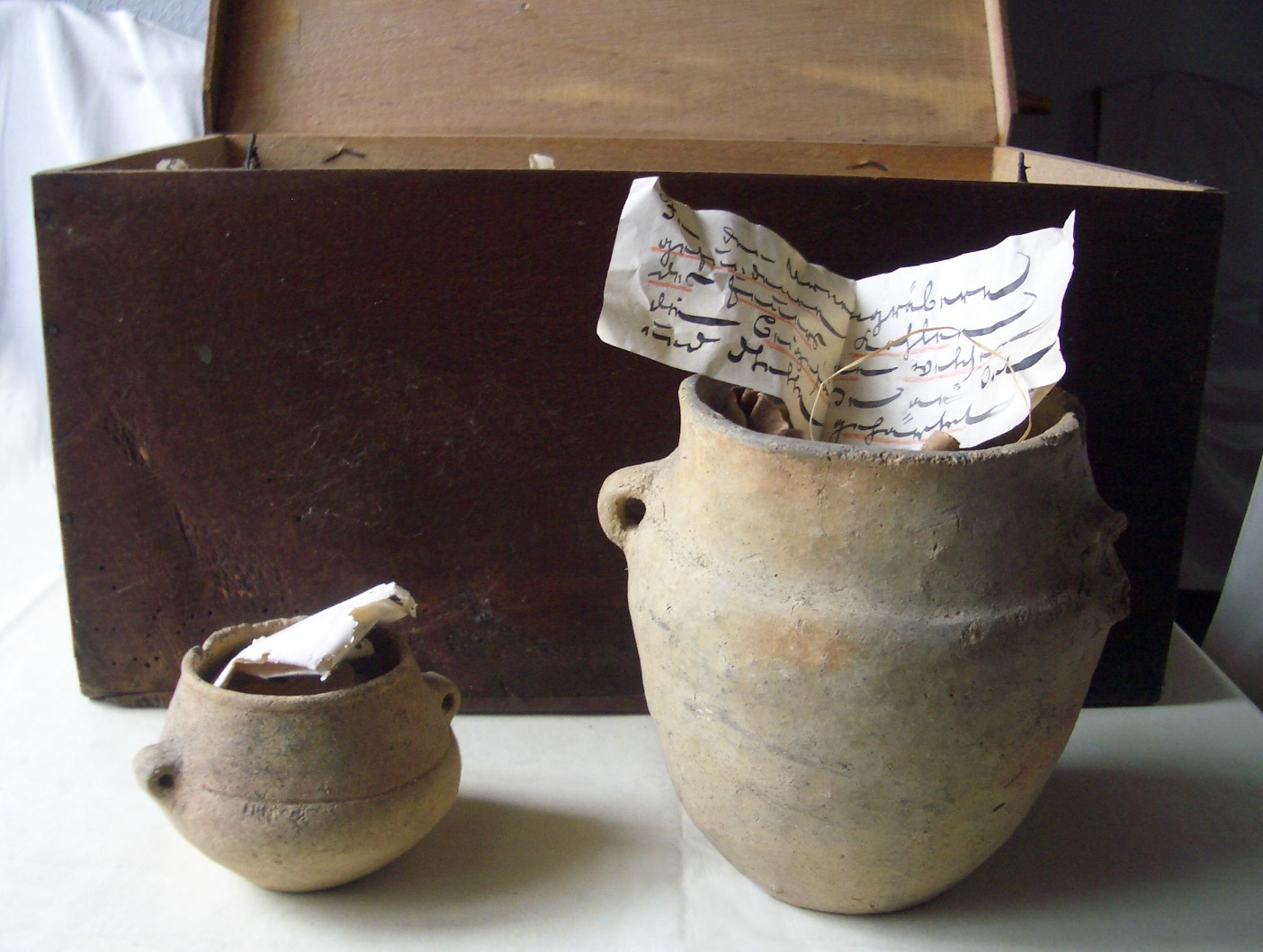
Récipients en terre cuite, avec notes manuscrites d'Ida von Boxberg, issus de la collection A. Witting.

Elle effectue ses premières fouilles avec son frère Friedrich August entre 1858 et 1860 sur le terrain du château de Zschorna.
Le 29 juin 1870, Ida von Boxberg est acceptée comme membre de la Société des sciences naturelles de Dresde, et fait partie de la Section des recherches préhistoriques, qui n'avait été fondée que l'année précédente. Le 31 mai 1877, elle est faite membre honoraire de la Société.
Dès sa première année au Musée royal de minéralogie et de géologie de Dresde, le directeur Hanns Bruno Geinitz fait état de fossiles provenant de gisement de roches de craie près d'Angers (Maine-et-Loire), qu'Ida von Boxberg a donnés au Musée. Un fossile particulier de bois de palmier, jusque-là inconnu, porte même son nom : Palmacites Boxbergae.
En 1871, Ida von Boxberg confie au Musée royal de minéralogie et de géologie ses trouvailles provenant des puits funéraires de Troussepoil (près du Bernard en Vendée), dont elle avait déjà fait part auprès de la Société de sciences naturelles l'année précédente.
Entre 1873 et 1874, elle mène des recherches à la grotte Rochefort et à la Cave à la Chèvre, dans la vallée de l'Erve. Elle y documente les conditions géographiques dans des aquarelles détaillées : le cours de la rivière, les bâtiments, les entrées de grottes et les lieux de découverte des objets. Aujourd'hui, ces grottes font partie du réseau des Grottes de Saulges. Une autre grotte, près du château de Thévalles, attire l'attention des recherches d'Ida en 1882.

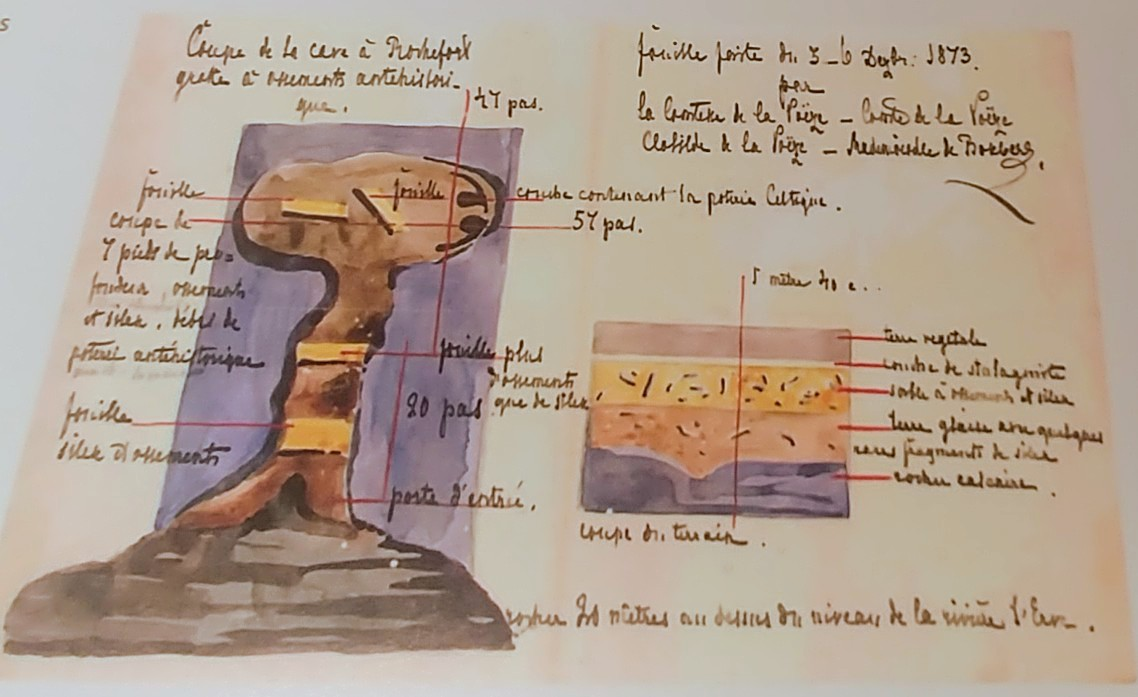
Photographie d'un panneau exposant les fouilles d'Ida von Boxberg au musée de Préhistoire de la vallée des grottes de Saulges

En 1873, Ida von Boxberg est acceptée comme membre de la célèbre Société allemande d’anthropologie, d’ethnologie et de préhistoire à Berlin.
Elle lègue une collection de fossiles et de minéraux et une autre collection préhistorique au roi de Saxe Albert Ier en 1877, qu'il transmet au Musée royal de minéralogie de Dresde et au Musée d'ethnologie de Leipzig.
En 1880, elle prouve que les chasseurs de la période glaciaire avaient un lieu de repos dans une sablière près du manoir de Großwelka (près de Bautzen). Ce domaine était la propriété du frère d'Ida, Ottomar Robert von Boxberg (1811-1884), depuis 1875. Elle a pu installer une petite exposition de ses trouvailles dans l'aile ouest du manoir.
En 1883, elle fait don au Cabinet des monnaies et des médailles de Dresde de sa collection médiévale de sceaux, d'insignes et de marques d'ouvriers, qu'elle avait trouvés dans la Loire près d'Orléans.
Même après son retour de France, Ida von Boxberg continue de participer à des fouilles préhistoriques : avec Johannes Deichmüller, elle observe des tombes à incinération de la période de Hallstatt en 1886 sur le Knochenberg près de Niederrödern, et en 1890 les champs d'urnes de Freitelsdorf ; à Dobra, elle explore des tombes à incinération datant de la fin de l'âge du bronze, et près de Tauscha une nécropole dans une zone forestière, trouvant des objets également datés de l'âge du bronze.
Ida von Boxberg rapporte sa vaste collection d'objets trouvés lors de ses séjours à l'étranger au château de Zschorna. Outre des animaux empaillés, des fossiles, des minéraux et des roches, il y a aussi des échantillons de céréales et de tissus provenant des habitations sur pilotis de Robenhausen sur le lac de Pfäffikon dans le canton de Zurich, des éléments d'habits du Moyen-Âge et de la période moderne, des silex provenant du Grand-Pressigny, des ossements humains, de chevaux et de rennes trouvés dans les environs de Thévalles. Après la vente du château de Zschorna en 1936, les collections ont été transférées à l'école de Würschnitz (près de Thiendorf). En 1967, le Musée national de la préhistoire de Dresde rachète les collections. Dans le musée Crozatier du Puy-en-Velay (ville près de laquelle se trouve le château de la famille de La Rochelambert) sont conservées des haches de pierre et des notes d'Ida von Boxberg. En 2008, la petite-fille du mathématicien Alexander Witting, originaire de Dresde, fait don d'un grand nombre de ses découvertes au musée : son grand-père était lui-même membre de la Société des sciences naturelles de Dresde et a participé aux fouilles. Les récipients et fragments de poterie, les os, les moulages en plâtre et les moules des découvertes archéologiques, ainsi que les outils en pierre et les minéraux ont été étiquetés avec l'écriture distinctive d'Ida von Boxberg, ce qui indiquent qu'ils ont été collectés par elle, ou du moins sous sa supervision. D'autres objets de sa vaste collection se trouvent dans les fonds d'institutions privées françaises et allemandes. Un inventaire complet de ses découvertes n'a pas encore pu être établi.
D'après les artefacts existants, on peut conclure qu'Ida von Boxberg avait entrepris d'autres recherches en Saxe : il existe des objets provenant des gravières de Großwelka et Kleinwelka, des inventaires funéraires de Kleinsaubernitz et des roches de Zöblitz et Oberhäslich.

## Publications
- (de) Ida von Boxberg, « Die Brunnengräber von Troussepoil im Département de la Vendée. Die Celtische Venus und die Brunnengräber der Vendée » [« Les puits funéraires de Troussepoil dans le département de la Vendée. La Vénus celtique et les puits funéraires de Vendée »], Sitzungs-Berichte der naturwissenschaftlichen Gesellschaft ISIS in Dresden,‎ 1871 (lire en ligne, consulté le 13 juillet 2023).
- (de) Ida von Boxberg, « Das keltische Mondbild » [« L'image de la Lune chez les Celtes »], Sitzungs-Berichte der naturwissenschaftlichen Gesellschaft ISIS in Dresden,‎ 1871 (lire en ligne, consulté le 13 juillet 2023).
- (de) Ida von Boxberg, « Les sepultures ovoides oder die Vonnes von Beaugency (Loiret) : Im Vergleich zu den Brunnengräbern von Troussepoil (Vendee) » [« Les sépultures ovoïdes ou les Vonnes de Beaugency (Loiret). Comparaison avec les puits funéraires de Troussepoil (Vendée) »], Sitzungs-Berichte der naturwissenschaftlichen Gesellschaft ISIS in Dresden,‎ 1872 (lire en ligne, consulté le 13 juillet 2023).
- (de) Ida von Boxberg, « Fortsetzung der Ausgrabung der Höhle Rochefort » [« Poursuite des fouilles à la grotte Rochefort »], Sitzungs-Berichte der naturwissenschaftlichen Gesellschaft ISIS in Dresden,‎ 1874 (lire en ligne, consulté le 13 juillet 2023).
- (de) Ida von Boxberg, « Ueber Niederlassungen aus der Renthierzeit im Mayenne-Département », Sitzungs-Berichte der naturwissenschaftlichen Gesellschaft ISIS in Dresden,‎ 1877 (lire en ligne, consulté le 13 juillet 2023).
- (de) Ida von Boxberg, « Ueber Ausgrabungen in den Höhlen des Ervethales, Dep. Mayenne, Frankreich » [« A propos des fouilles dans les grottes de la vallée de l'Erve, dép. Mayenne, France »], Sitzungs-Berichte der naturwissenschaftlichen Gesellschaft ISIS in Dresden,‎ 1882 (lire en ligne, consulté le 13 juillet 2023).
- (de) Ida von Boxberg, « Funde bei dem Opfersteine des alten Mahles von Tauscha bei Radeburg » [« Découvertes près de la pierre dressée vers l'ancien moulin de Tauscha près de Radeburg »], Sitzungs-Berichte der naturwissenschaftlichen Gesellschaft ISIS in Dresden,‎ 1885 (lire en ligne, consulté le 13 juillet 2023).
- (de) Ida von Boxberg, « Ausgrabungen  auf  dem  Urnenfelde  von  Dobra  bei Radeburg » [« Fouilles du champs d'urnes de Dobra près de Radeburg »], Sitzungs-Berichte der naturwissenschaftlichen Gesellschaft ISIS in Dresden,‎ 1886 (lire en ligne, consulté le 13 juillet 2023).